# Dendrobium violaceopictum
Dendrobium violaceopictum är en orkidéart som beskrevs av Rudolf Schlechter. Dendrobium violaceopictum ingår i släktet Dendrobium, och familjen orkidéer. Inga underarter finns listade i Catalogue of Life.